# 四脉麻属
四脉麻属（学名：Leucosyke）是荨麻科下的一个属，为小乔木或灌木植物。该属共有35种，分布于马来西亚至波利尼西亚。